# Milan Hurtala
Milan Hurtala (* 16. Juni 1946 in Bratislava; † 20. März 2021 ebenda) war ein tschechoslowakischer Ruderer.

## Biografie
Milan Hurtala startete bei den Olympischen Sommerspielen 1968 in Mexiko-Stadt in der Regatta mit dem Achter. Im Vorlauf gehörte Hurtala, der der einzige Slowake unter den 15 Ruderern der Tschechoslowakei war, zur Besatzung, die den dritten Rang belegte. Danach wurde er im Hoffnungslauf und im Finale durch Karel Kolesa ersetzt. Die Mannschaft wurde am Ende Fünfter.
Nach seinem Universitätsabschluss war Hurtala als Trainer tätig. 1992 wurde er erstmals zum Vorsitzenden des Slowakischen Ruderverbandes gewählt. Diese Position hatte er für zwei Amtszeiten inne, ehe er nach den Olympischen Sommerspielen 2000 in Sydney sein Amt niederlegte.
Am 20. März 2021 starb Hurtala im Alter von 74 Jahren während der COVID-19-Pandemie an den Folgen einer SARS-CoV-2-Infektion in Bratislava.